# Соколов Юрій Дмитрович
Ю́рій Дми́трович Соколо́в (14 (26) травня 1896, станиця Лабинська, Кубанська область, Російська імперія — 2 лютого 1971, Київ, УРСР, СРСР) — київський, російський і український радянський механік і математик, дослідник і викладач, професор. Член-кореспондент АН УРСР з 1939 року, був одним з групи професорів, які підтримали ідею і долучилися до створення КІБІ (КНУБА) на базі будівельного відділення КПІ, певний час працював у КІБІ (КНУБА) завідувачем кафедри вищої математики.

## Життєпис
Народився у станиці Лабинській Кубанської області у сім'ї представників козачого сословія, ймовірно виходець з середовища лінійних козаків, переважну більшість яких складали козаки-донці, нині це місто Лабинськ Краснодарського краю РФ.
По закінченні Київського університету (1921) постійно працював в АН УРСР. З 1934 завідував відділом механіки, згодом теорії диференціальних рівнянь; одночасно — професор кількох вузів Києва.
Старший науковий співробітник Інституту фізики та математики (1943—1944), член вченої ради, завідувач відділу механіки Інституту математики (1944—1945); в окупованому Києві — директор Астрономічної обсерваторії університету. Під час відступу німецьких окупантів співробітники обсерваторії на чолі з Юрієм Дмитровичем врятувати бібліотеку і майно обсерваторії від вивезення в Німеччину, за що в 1968 Соколов Ю. Д. був нагороджений медаллю «За оборону Києва».

## Наукова діяльність
Автор понад 100 наукових праць (зокрема п'яти монографій).
Основні праці присвячені питанням небесної механіки (теорія «співударів» у класичній і узагальненій задачі небесних тіл), гідромеханіки (теорія фільтрації ґрунтових вод) та теорії диференціальних й інтегральних рівнянь (ввів нову приблизну методу «осереднення функціональних поправок»).

## Рятівник євреїв, звання «праведник народів світу»
Разом з дружиною Марією у 1984 р. визнаний праведником народів світу за участь у порятунку свого учня, математика Симона Зуховицького (доктор фізико-математичних наук, професор Зуховицький Семен Ізраїльович (1908—1994)), якому родина Соколових надавала притулок у своєму будинку в Києві з жовтня 1941 до листопада 1943. в часи масового знищення представників єврейського народу на теренах Українського комісарства у складі Німецького царства 1940х рр. себто окупанованої гітлерівцями і їх союзниками Української держави (республіки) (УРСР), яка на той час саме перебувала у складі Радянської союзної держави (СРСР).

## Поминання
Як людина, охрещена батьками у дитинстві в православну християнську віру (руську і українську) очевидно може поминатись в православних храмах і монастирях, хоча за життя навряд чи був особливо церковним.
Також поряд з кафедрою, де він викладав встановлена меморіальна дошка, часом його згадують у різноманітних публікаціях присвячених історії української науки у радянську епоху, ще одною доброю згадкою про нього є діяльність заснованого ним КІБІ і кафедри вищої математики у її складі, так само як і багатьох людей, які вчилися у його учнів чи мають відношення до КІБІ і кафедри вищої математики у його складі.